# Rillettes de Tours
Les rillettes de Tours, spécialité gastronomique tourangelle consistent en une préparation de viande de porc bénéficiant d'une indication géographique protégée, couvrant le département d'Indre-et-Loire et les cantons des départements limitrophes à l’exception de ceux de la Sarthe.

## Origine
Nées au XVe siècle en Touraine de pratiques rurales ancestrales, dans l'actuel département d'Indre-et-Loire (Rabelais parle de la « brune confiture de cochon », Balzac exaltera encore les rillettes de Tours dans son roman, Le Lys dans la vallée, en 1836, Proust fait également référence à la réputation des rillettes de Tours dans la Recherche du temps perdu), les rillettes y ont toujours bénéficié d'un traitement artisanal prioritaire (alors qu'au Mans, les rillettes, dont la recette et le principe ont été empruntés à la Touraine, ont commencé à être produites industriellement à partir de la fin du XIXe siècle).
Les rillettes de Tours se caractérisent par leur couleur dorée et une texture effilochée avec morceaux apparents. Leur recette prévoit une cuisson longue (entre 5 heures 30 et 12 heures) à découvert, dans une marmite en fonte et à la forme ronde, de viandes nobles de porc ou de coche, préalablement découpées en morceaux, dans du saindoux. Les rillettes de Tours sont traditionnellement aromatisées de Vouvray. Moulées le plus souvent dans des pots, elles se dégustent en étant posées à la fourchette sur une tranche de pain.

## Confrérie
En 1977, la Confrérie des Rillettes de Touraine (devenue en 1982 Confrérie des Rillettes et Rillons de Touraine) prend naissance et tient depuis cette date son siège à Luynes. Elle organise annuellement un concours des meilleures rillettes de Tours sur l’aire géographique.
Depuis le 15 novembre 2013, les rillettes de Tours sont les premières rillettes, et les seules, à bénéficier d'une IGP, reconnaissant formellement à la Touraine un savoir faire artisanal traditionnel et historique, ainsi que la paternité du mets.

### Galerie

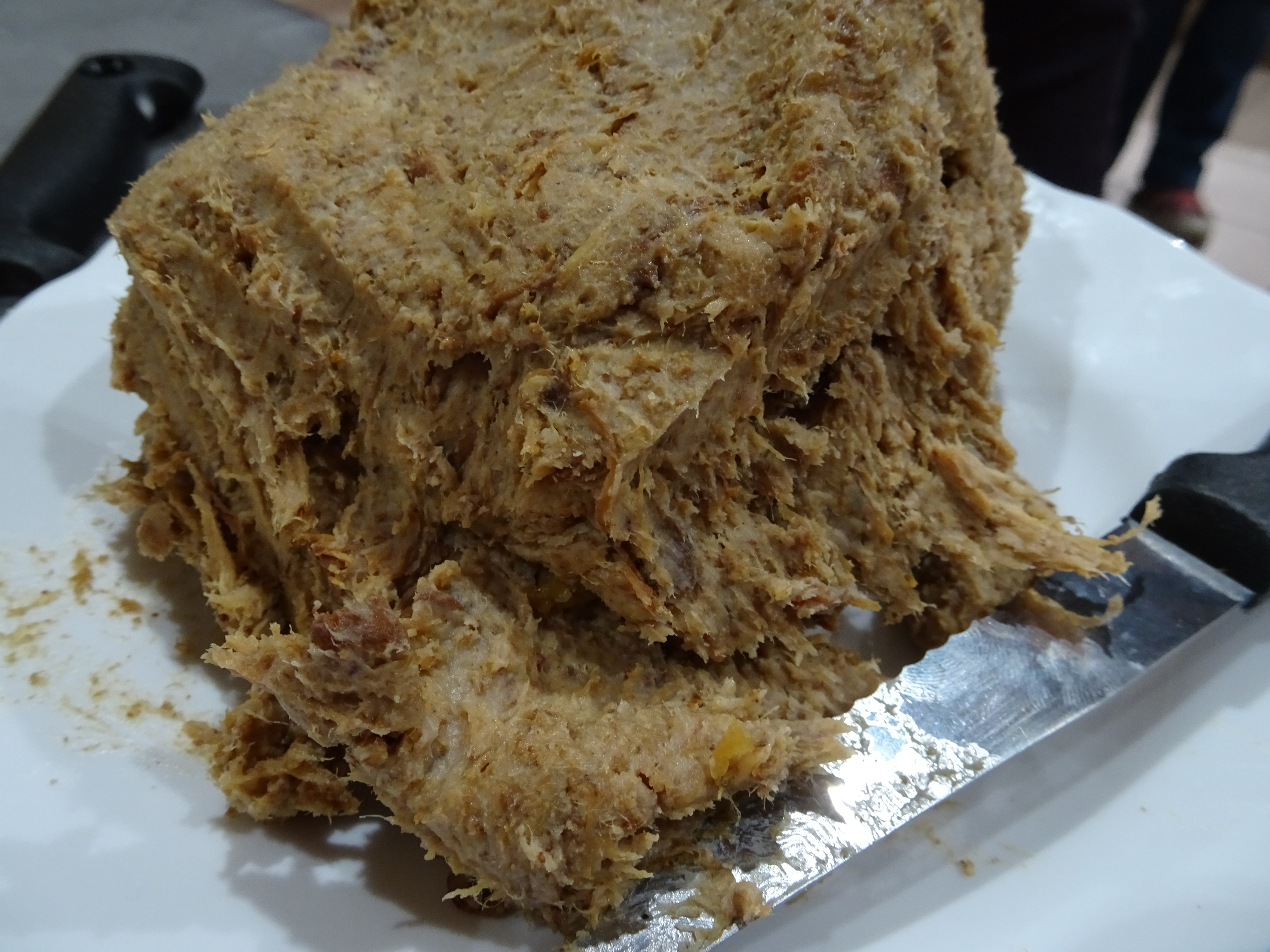
Motte de rillettes de Tours à Montreuil-en-Touraine.
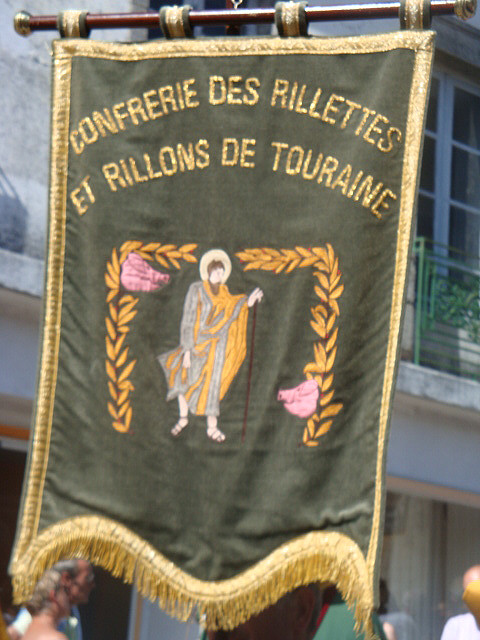
Bannière de la Confrérie des Rillettes et Rillons de Touraine.
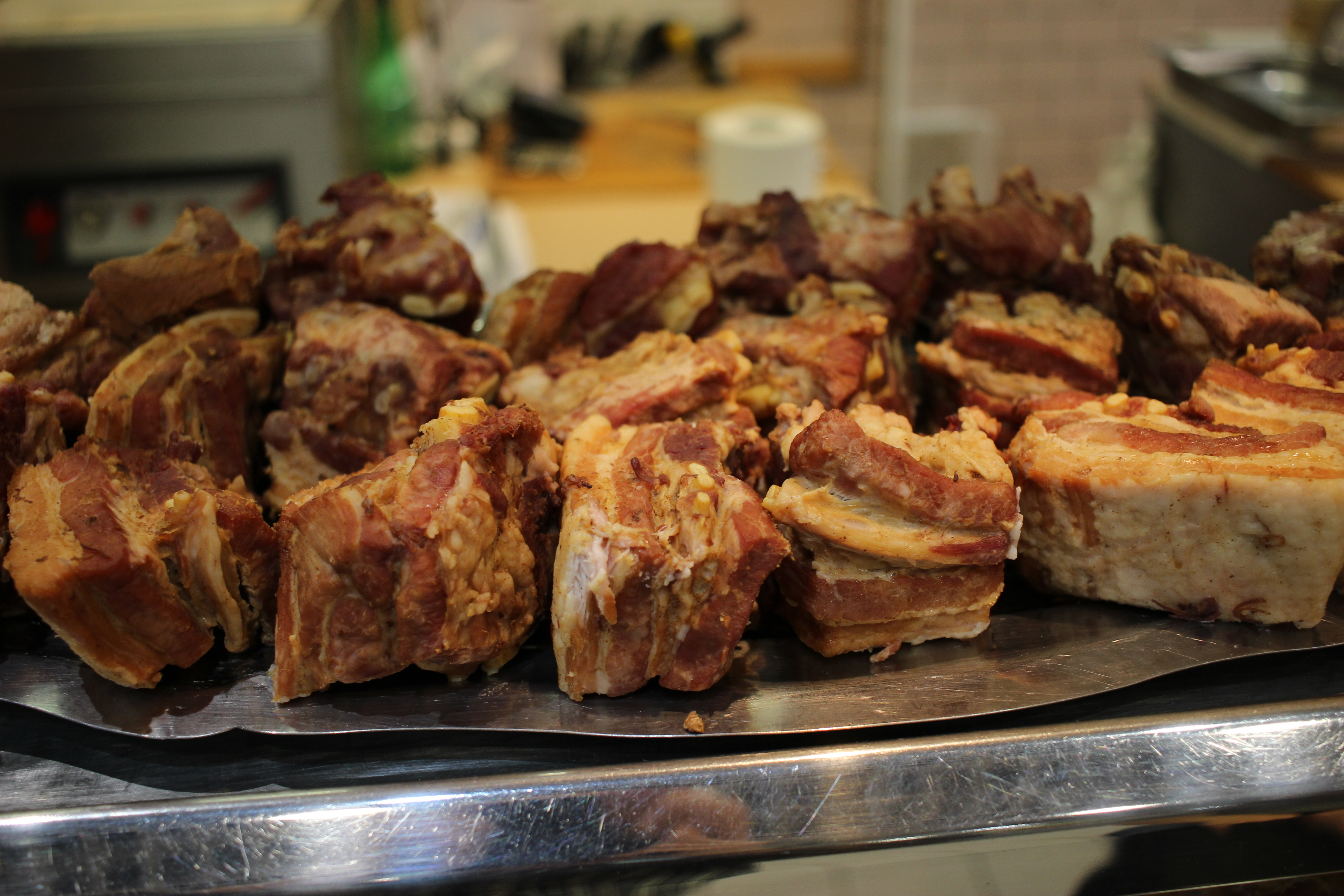
Rillons de Tours de grosse taille.
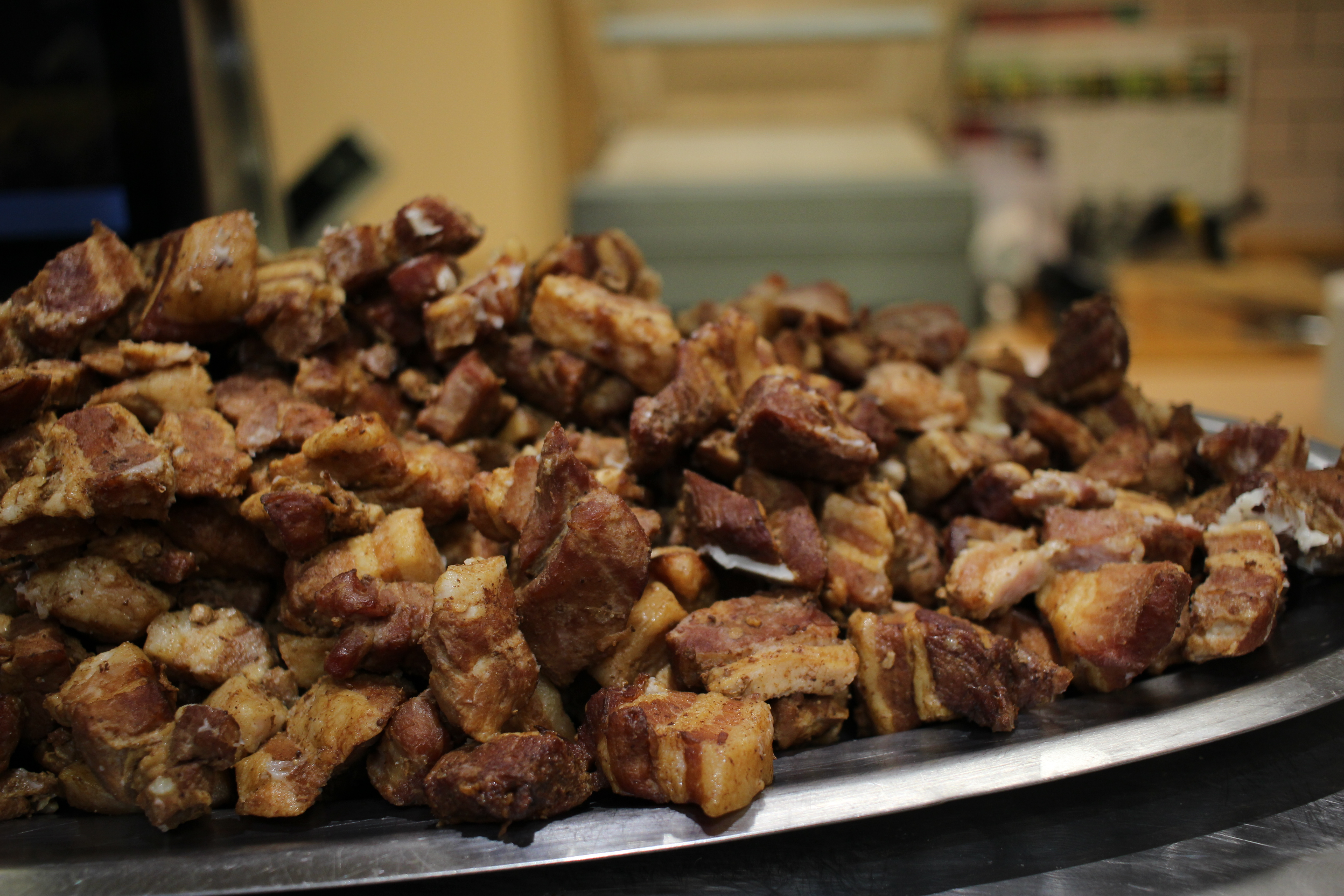
Rillons de Tours traditionnels.

## Source
- Communiqué de presse de l'Institut national de l'origine et de la qualité
- Fiche produit de l'Institut national de l'origine et de la qualité